# Liste des matchs de l'équipe de Grèce de football par adversaire
Cette liste présente les matchs de l'équipe de Grèce de football par adversaire rencontré. Lorsqu'une rivalité footballistique particulière existe entre la Grèce et un autre pays, une page spécifique est parfois proposée.
- Haut – A
- B
- C
- D
- E
- F
- G
- H
- I
- J
- K
- L
- M
- N
- O
- P
- Q
- R
- S
- T
- U
- V
- W
- X
- Y
- Z

## A

### Allemagne
Confrontations entre l'Allemagne et la Grèce :
| Date         | Lieu           | Match             | Score | Compétition               |
| 17 juin 1980 | Turin Italie   | RFA - Grèce       | 0-0   | Euro 1980 (Groupe A)      |
| 22 juin 2012 | Gdańsk Pologne | Allemagne - Grèce | 4-2   | Euro 2012 (1/4 de finale) |

Bilan
- Total de matchs disputés : 2
- Victoires de l'équipe d'Allemagne : 1
- Matchs nuls : 1
- Victoires de l'équipe de Grèce : 0

### Allemagne de l'Est (RDA)
Confrontations entre l'Allemagne de l'Est et la Grèce :
| Date              | Lieu                       | Match       | Score | Compétition  |
| 17 avril 1980     | Leipzig Allemagne de l'Est | RDA - Grèce | 2-0   | Match amical |
| 10 février 1982   | Athènes Grèce              | Grèce - RDA | 0-1   | Match amical |
| 23 février 1983   | Dresde Allemagne de l'Est  | RDA - Grèce | 2-1   | Match amical |
| 16 février 1984   | Athènes Grèce              | Grèce - RDA | 1-3   | Match amical |
| 12 septembre 1984 | Zwickau Allemagne de l'Est | RDA - Grèce | 1-0   | Match amical |
| 26 mars 1986      | Athènes Grèce              | Grèce - RDA | 2-0   | Match amical |
| 21 août 1988      | Berlin Allemagne de l'Est  | RDA - Grèce | 1-0   | Match amical |
| 8 mars 1989       | Athènes Grèce              | Grèce - RDA | 3-2   | Match amical |

Bilan
- Total de matchs disputés : 8
- Victoires de la RDA : 6
- Victoires de la Grèce : 2
- Match nul : 0

### Argentine
Confrontations entre l'Argentine et la Grèce.
| Date         | Lieu                     | Match             | Score | Compétition                                   |
| 21 juin 1994 | Foxborough États-Unis    | Argentine - Grèce | 4-0   | Coupe du monde de Football de 1994 (Groupe D) |
| 22 juin 2010 | Polokwane Afrique du Sud | Grèce - Argentine | 0-2   | Coupe du monde de Football de 2010 (Groupe B) |

Bilan
- Total de matchs disputés : 2
- Victoires de l'équipe d'Argentine : 2
- Matchs nuls : 0
- Victoires de l'équipe de Grèce : 0
- Total de buts marqués par l'équipe d'Argentine : 6
- Total de buts marqués par l'équipe de Grèce : 0

### Australie
Confrontations entre l'Australie et la Grèce :
| Date             | Lieu                | Match             | Score | Compétition  |
| 19 juillet 1969  | Sydney Australie    | Australie - Grèce | 1-0   | Match amical |
| 23 juillet 1969  | Brisbane Australie  | Australie - Grèce | 2-2   | Match amical |
| 26 juillet 1969  | Melbourne Australie | Australie - Grèce | 0-2   | Match amical |
| 19 novembre 1970 | Athènes Grèce       | Grèce - Australie | 1-3   | Match amical |
| 11 juin 1978     | Melbourne Australie | Australie - Grèce | 1-2   | Match amical |
| 14 juin 1978     | Adelaide Australie  | Australie - Grèce | 0-1   | Match amical |
| 11 novembre 1980 | Athènes Grèce       | Grèce - Australie | 3-3   | Match amical |
| 25 mai 2006      | Melbourne Australie | Australie - Grèce | 1-0   | Match amical |
| 4 juin 2016      | Sydney Australie    | Australie - Grèce | 1-0   | Match amical |
| 7 juin 2016      | Melbourne Australie | Australie - Grèce | 1-2   | Match amical |

Bilan
- Total de matchs disputés : 11
- Victoires de l'équipe d'Australie : 4
- Victoires de l'équipe de Grèce : 4
- Matchs nuls : 3

## B

### Brésil
Confrontations entre le Brésil et la Grèce :
| Date          | Lieu                  | Match          | Score | Compétition                              |
| 28 avril 1974 | Rio de Janeiro Brésil | Brésil - Grèce | 0-0   | Match amical                             |
| 16 juin 2005  | Leipzig Allemagne     | Brésil - Grèce | 3-0   | Coupe des confédérations 2005 (groupe B) |

Bilan
- Total de matchs disputés : 2
- Victoires de l'équipe du Brésil : 1
- Victoires de l'équipe de Grèce : 0
- Match nul : 1

## C

### Chypre
Confrontations entre la Chypre et la Grèce
| Date           | Lieu     | Match          | Score | Compétition                                         |
| 7 octobre 2016 | Le Pirée | Grèce - Chypre | 2-0   | Éliminatoires de la Coupe du monde de football 2018 |

Bilan
- Total de matchs disputés : 1
- Victories de l'équipe de Chypre : 0
- Victories de l'équipe de Grèce : 2
- Matchs Nuls : 0

### Colombie
Confrontations entre la Colombie et la Grèce
| Date         | Lieu                  | Match            | Score | Compétition                    |
| 5 juin 1994  | New York États-Unis   | Colombie - Grèce | 2-0   | Match amical                   |
| 14 juin 2014 | Belo Horizonte Brésil | Colombie - Grèce | 3-0   | Coupe du monde 2014 (Groupe C) |

Bilan
- Total de matchs disputés : 2
- Victoires de l'équipe de Colombie : 2
- Victoires de l'équipe de Grèce : 0
- Matchs nuls : 0

### Corée du Sud
Confrontations entre la Corée du Sud et la Grèce
| Date         | Lieu                          | Match                | Score | Compétition                        |
| 11 août 2004 | Thessalonique Grèce           | Grèce - Corée du Sud | 2-2   | Jeux Olympiques de 2004 (Groupe A) |
| 12 juin 2010 | Port Elizabeth Afrique du Sud | Corée du Sud - Grèce | 2-0   | Coupe du monde 2010 (Groupe B)     |

Bilan
- Total de matchs disputés : 2
- Victoires de l'équipe de Corée du Sud : 1
- Matchs nuls : 1
- Victoires de l'équipe de Grèce : 0
- Total de buts marqués par l'équipe de Corée du Sud : 4
- Total de buts marqués par l'équipe de Grèce : 2

### Côte d'Ivoire
Confrontation entre la Côte d'Ivoire et la Grèce
| Date         | Lieu             | Match                 | Score | Compétition                    |
| 24 juin 2014 | Fortaleza Brésil | Grèce - Côte d'Ivoire | 2-1   | Coupe du monde 2014 (Groupe C) |

Bilan
- Total de matchs disputés : 1
- Victoires de l'équipe de Côte d'Ivoire : 0
- Victoires de l'équipe de Grèce : 1
- Match nul : 0

## E

### Espagne
Confrontations entre l'Espagne et la Grèce.
| Date              | Lieu                | Match           | Score | Compétition                                         |
| 28 octobre 1970   | Saragosse Espagne   | Espagne - Grèce | 2-1   | Match amical                                        |
| 12 avril 1972     | Thessalonique Grèce | Espagne - Grèce | 0-0   | Match amical                                        |
| 17 janvier 1973   | Athènes Grèce       | Grèce - Espagne | 2-3   | (Qualifications de la Coupe du monde 1974)          |
| 21 février 1973   | Malaga Espagne      | Espagne - Grèce | 3-1   | (Qualifications de la Coupe du monde 1974)          |
| 24 septembre 1986 | Gijón Espagne       | Espagne - Grèce | 3-1   | Match amical                                        |
| 7 septembre 2002  | Athènes Grèce       | Grèce - Espagne | 0-2   | (Qualifications de Phase de groupe de l') Euro 2004 |
| 7 juin 2003       | Saragosse Espagne   | Espagne - Grèce | 0-1   | (Qualifications de Phase de groupe de l') Euro 2004 |
| 16 juin 2004      | Porto Portugal      | Grèce - Espagne | 1-1   | Euro 2004 (Match de Groupe A)                       |
| 22 août 2007      | Thessalonique Grèce | Grèce - Espagne | 2-3   | Match amical                                        |
| 18 juin 2008      | Innsbruck Autriche  | Espagne - Grèce | 2-1   | Euro 2008 (Match de Groupe D)                       |

Bilan
- Total de matchs disputés : 10
- Victoires de l'équipe d'Espagne : 7
- Victoires de l'équipe de Grèce : 1
- Matchs nuls : 2

## F

### France
Confrontations entre la France et la Grèce
| Date             | Lieu               | Match          | Score | Compétition                     |
| 1er octobre 1958 | Paris France       | France - Grèce | 7-1   | Qualifications pour l'Euro 1960 |
| 3 décembre 1958  | Athènes Grèce      | Grèce - France | 1-1   | Qualifications pour l'Euro 1960 |
| 2 septembre 1972 | Athènes Grèce      | Grèce - France | 1-3   | amical                          |
| 8 septembre 1973 | Paris France       | France - Grèce | 3-1   | amical                          |
| 27 février 1980  | Paris France       | France - Grèce | 5-1   | amical                          |
| 21 février 1996  | Nîmes France       | France - Grèce | 3-1   | amical                          |
| 25 juin 2004     | Lisbonne Portugal  | Grèce - France | 1-0   | Euro 2004 (1/4 de finale)       |
| 15 novembre 2006 | Saint-Denis France | France - Grèce | 1-0   | amical                          |
| 19 juin 2023     | Saint-Denis France | France - Grèce | 1-0   | Qualifications pour l'Euro 2024 |

Bilan
- Total de matches disputés : 9
- Victoires de l'équipe de France : 7
- Match nul : 1
- Victoire de l'équipe de Grèce : 1
- Nombres de buts pour la France : 24
- Nombre de buts pour la Grèce : 7

## I

### Islande
Confrontations entre l'Islande et la Grèce :
| Date         | Lieu           | Match           | Score | Compétition  |
| 29 mars 2016 | Le Pirée Grèce | Grèce - Islande | 2-3   | Match amical |

Bilan
- Total de match disputés : 1
- Victories de l'équipe d'Islande : 1
- Victories de l'équipe de Grèce 0
- Matchs nuls : 0

### Italie
Confrontations entre l'Italie et la Grèce :
| Date             | Lieu                            | Match          | Score | Compétition                                |
| 2 mars 1930      | Francfort-sur-le-Main Allemagne | Italie - Grèce | 3-0   | Match amical                               |
| 25 mars 1934     | Milan Italie                    | Italie - Grèce | 4-0   | Qualifications pour la Coupe du monde 1934 |
| 25 mai 1949      | Athènes Grèce                   | Grèce - Italie | 2-3   | Match amical                               |
| 8 avril 1951     | Lisbonne Portugal               | Italie - Grèce | 3-0   | Match amical                               |
| 25 avril 1956    | Naples Italie                   | Italie - Grèce | 7-1   | Match amical                               |
| 24 mars 1972     | Le Pirée Grèce                  | Grèce - Italie | 2-1   | Match amical                               |
| 30 décembre 1975 | Florence Italie                 | Italie - Grèce | 3-2   | Match amical                               |
| 6 décembre 1980  | Athènes Grèce                   | Grèce - Italie | 0-2   | Qualifications pour la Coupe du monde 1982 |
| 14 novembre 1981 | Turin Italie                    | Italie - Grèce | 1-1   | Qualifications pour la Coupe du monde 1982 |
| 5 octobre 1983   | Bari Italie                     | Italie - Grèce | 3-0   | Match amical                               |
| 13 mars 1985     | Athènes Grèce                   | Grèce - Italie | 0-0   | Match amical                               |
| 8 octobre 1986   | Bologne Italie                  | Italie - Grèce | 2-0   | Match amical                               |
| 19 novembre 2008 | Le Pirée Grèce                  | Grèce - Italie | 1-1   | Match amical                               |

Bilan
- Total de matchs disputés : 13
- Victoires de l'équipe d'Italie : 9
- Victoires de l'équipe de Grèce : 1
- Matchs nuls : 3

## J

### Japon
Confrontations entre la Grèce et le Japon :
| Date         | Lieu                            | Match         | Score | Compétition                              |
| 19 juin 2005 | Francfort-sur-le-Main Allemagne | Japon - Grèce | 1-0   | Coupe des confédérations 2005 (groupe B) |
| 20 juin 2014 | Natal Brésil                    | Japon - Grèce | 0-0   | Coupe du monde 2014 (Groupe C)           |

Bilan
- Total de matchs disputés : 2
- Victoires de l'équipe de Grèce : 0
- Victoires de l'équipe du Japon : 1
- Match nul : 1

## M

### Maroc
Confrontations entre la Grèce et le Maroc :
| Date         | Lieu        | Match         | Score | Compétition  |
| 27 mars 1991 | Rabat Maroc | Maroc - Grèce | 0-0   | Match amical |

Bilan
- Total de matchs disputés : 1
- Victoires de la Grèce : 0 (0 %)
- Victoires du Maroc : 0 (0 %)
- Match nul : 1 (100 %)

### Mexique
Confrontations entre la Grèce et le Mexique :
| Date              | Lieu                            | Match           | Score | Compétition                              |
| 6 juillet 1971    | Mexico Mexique                  | Mexique - Grèce | 1-1   | Match amical                             |
| 30 septembre 1971 | Thessalonique Grèce             | Grèce - Mexique | 0-1   | Match amical                             |
| 16 août 1999      | Xánthi Grèce                    | Grèce - Mexique | 3-2   | Match amical                             |
| 22 juin 2005      | Francfort-sur-le-Main Allemagne | Grèce - Mexique | 0-0   | Coupe des confédérations 2005 (groupe B) |

Bilan
- Total de matchs disputés : 4
- Victoires de l'équipe de Grèce : 1
- Victoires de l'équipe du Mexique : 1
- Matchs nuls : 2

## N

### Nigeria
Confrontations entre la Grèce et le Nigeria.
| Date             | Lieu                        | Match           | Score | Compétition                    |
| 30 juin 1994     | Foxborough États-Unis       | Grèce - Nigeria | 0-2   | Coupe du monde 1994 (Groupe D) |
| 13 novembre 1999 | Kilkís Grèce                | Grèce - Nigeria | 2-0   | Match amical                   |
| 17 juin 2010     | Bloemfontein Afrique du Sud | Grèce - Nigeria | 2-1   | Coupe du monde 2010 (Groupe B) |
| 3 juin 2014      | Chester Angleterre          | Grèce - Nigeria | 0-0   | Match amical                   |

Bilan
- Nombre de matches : 4
- Victoires de la Grèce : 2
- Match nul : 1
- Victoires du Nigeria : 1
- Buts pour la Grèce : 4
- Buts pour le Nigeria : 3

## P

### Pays-Bas
Confrontations entre la Grèce et les Pays-Bas :
| Date               | Lieu                | Match            | Score | Compétition                     |
| 16 février 1972    | Athènes Grèce       | Grèce - Pays-Bas | 0-5   | Match amical                    |
| 11 juin 1980       | Naples Italie       | Pays-Bas - Grèce | 1-0   | Euro 1980 (1er tour)            |
| 14 avril 1982      | Eindhoven Pays-Bas  | Pays-Bas - Grèce | 1-0   | Match amical                    |
| 25 mars 1987       | Rotterdam Pays-Bas  | Pays-Bas - Grèce | 1-1   | Qualifications pour l'Euro 1988 |
| 16 décembre 1987   | Rhodes Grèce        | Grèce - Pays-Bas | 0-3   | Qualifications pour l'Euro 1988 |
| 21 novembre 1990   | Rotterdam Pays-Bas  | Pays-Bas - Grèce | 2-0   | Qualifications pour l'Euro 1992 |
| 4 décembre 1991    | Thessalonique Grèce | Grèce - Pays-Bas | 0-2   | Qualifications pour l'Euro 1992 |
| 28 avril 2004      | Eindhoven Pays-Bas  | Pays-Bas - Grèce | 4-0   | Match amical                    |
| 1er septembre 2016 | Eindhoven Pays-Bas  | Pays-Bas - Grèce | 1-2   | Match amical                    |

Bilan
- Total de matchs disputés : 9
- Victoires de l'équipe de Grèce : 1
- Victoires de l'équipe des Pays-Bas : 7
- Match nul : 1

### Pologne
Confrontations entre la Grèce et la Pologne : 
| Date             | Lieu                | Match           | Score | Compétition                        |
| 22 mai 1963      | Varsovie Pologne    | Pologne - Grèce | 4-0   | Match amical                       |
| 16 octobre 1963  | Athènes Grèce       | Grèce - Pologne | 3-1   | Match amical                       |
| 15 mai 1974      | Varsovie Pologne    | Pologne - Grèce | 2-0   | Match amical                       |
| 6 mai 1976       | Athènes Grèce       | Grèce - Pologne | 1-0   | Match amical                       |
| 5 avril 1978     | Poznań Pologne      | Pologne - Grèce | 5-2   | Match amical                       |
| 18 janvier 1984  | Le Pirée Grèce      | Grèce - Pologne | 1-0   | Match amical                       |
| 17 octobre 1984  | Zabrze Pologne      | Pologne - Grèce | 3-1   | Qualifications Coupe du monde 1986 |
| 19 mai 1985      | Athènes Grèce       | Grèce - Pologne | 1-4   | Qualifications Coupe du monde 1986 |
| 15 octobre 1986  | Poznań Pologne      | Pologne - Grèce | 2-1   | Qualifications Euro 1988           |
| 29 avril 1987    | Athènes Grèce       | Grèce - Pologne | 1-0   | Qualifications Euro 1988           |
| 5 septembre 1989 | Varsovie Pologne    | Pologne - Grèce | 3-0   | Match amical                       |
| 19 décembre 1990 | Volos Grèce         | Grèce - Pologne | 1-2   | Match amical                       |
| 23 mars 1994     | Thessalonique Grèce | Grèce - Pologne | 0-0   | Match amical                       |
| 29 mai 2004      | Szczecin Pologne    | Pologne - Grèce | 1-0   | Match amical                       |
| 12 août 2009     | Bydgoszcz Pologne   | Pologne - Grèce | 2-0   | Match amical                       |
| 29 mars 2011     | Le Pirée Grèce      | Grèce - Pologne | 0-0   | Match amical                       |
| 8 juin 2012      | Varsovie Pologne    | Pologne - Grèce | 1-1   | Euro 2012 (Groupe A)               |
| 16 juin 2015     | Gdansk Pologne      | Pologne - Grèce | 0-0   | Match amical                       |

Bilan
- Total de matchs disputés : 18
- Victoires de l'équipe de Pologne : 10
- Victoires de l'équipe de Grèce : 4
- Matchs nuls : 4

### Portugal
Confrontations entre la Grèce et le Portugal : 
| Date             | Lieu                 | Match            | Score | Compétition                                    |
| 11 décembre 1968 | Athènes Grèce        | Grèce - Portugal | 4-2   | Qualifications Coupe du monde de football 1970 |
| 4 mai 1969       | Porto Portugal       | Portugal - Grèce | 2-2   | Qualifications Coupe du monde de football 1970 |
| 20 janvier 1982  | Athènes Grèce        | Grèce - Portugal | 2-1   | Match amical                                   |
| 7 janvier 1987   | Portalegre Portugal  | Portugal - Grèce | 1-1   | Match amical                                   |
| 23 janvier 1991  | Athènes Grèce        | Grèce - Portugal | 3-2   | Qualifications Euro 1992                       |
| 20 novembre 1991 | Lisbonne Portugal    | Portugal - Grèce | 1-0   | Qualifications Euro 1992                       |
| 19 février 1997  | Athènes Grèce        | Grèce - Portugal | 0-0   | Match amical                                   |
| 15 novembre 2003 | Aveiro Portugal      | Portugal - Grèce | 1-1   | Match amical                                   |
| 12 juin 2004     | Porto Portugal       | Portugal - Grèce | 1-2   | Euro 2004 (1er tour)                           |
| 4 juillet 2004   | Lisbonne Portugal    | Portugal - Grèce | 0-1   | Euro 2004 (finale)                             |
| 26 mars 2008     | Dusseldorf Allemagne | Portugal - Grèce | 1-2   | Match amical                                   |

Bilan
- Total de matchs disputés : 11
- Victoires de l'équipe de Grèce : 6
- Victoires de l'équipe du Portugal : 1
- Matchs nuls : 4

## R

### République tchèque
Confrontations entre la Grèce et la République tchèque,
| Date             | Lieu                      | Match                      | Score | Compétition             |
| 17 avril 2002    | Ioannina Grèce            | Grèce - République tchèque | 0-0   | Match amical            |
| 1er juillet 2004 | Porto Portugal            | Grèce - République tchèque | 1-0   | Euro 2004 (demi-finale) |
| 18 août 2004     | Prague République tchèque | République tchèque - Grèce | 0-0   | Match amical            |
| 5 février 2008   | Strovolos Chypre          | Grèce - République tchèque | 1-0   | Tournoi amical          |
| 12 juin 2012     | Wrocław Pologne           | Grèce - République tchèque | 1-2   | Euro 2012 (Groupe A)    |

Bilan
- Total de matchs disputés : 5
- Victoires de l'équipe du Grèce : 2
- Victoires de l'équipe de République tchèque : 1
- Matchs nuls : 2

### Russie
Confrontation entre la Grèce et la Russie
| Date             | Lieu                | Match          | Score | Compétition                                      |
| 23 mai 1993      | Moscou Russie       | Russie - Grèce | 1-1   | Qualifications pour la Coupe du monde 1994       |
| 17 novembre 1993 | Maroússi Grèce      | Grèce - Russie | 1-0   | Qualifications pour la Coupe du monde 1994       |
| 26 avril 1995    | Thessalonique Grèce | Grèce - Russie | 0-3   | Qualifications pour le Championnat d'Europe 1996 |
| 11 octobre 1995  | Moscou Russie       | Russie - Grèce | 2-1   | Qualifications pour le Championnat d'Europe 1996 |
| 18 février 1998  | Maroússi Grèce      | Grèce - Russie | 1-1   | Amical                                           |
| 28 février 2001  | Héraklion Grèce     | Grèce - Russie | 3-3   | Amical                                           |
| 15 août 2001     | Moscou Russie       | Russie - Grèce | 0-0   | Amical                                           |
| 20 juin 2004     | Faro Portugal       | Russie - Grèce | 2-1   | Championnat d'Europe 2004 (Groupe A)             |
| 14 juin 2008     | Salzbourg Autriche  | Grèce - Russie | 0-1   | Championnat d'Europe 2008 (Groupe D)             |
| 11 novembre 2011 | Le Pirée Grèce      | Grèce - Russie | 1-1   | Match amical                                     |
| 12 juin 2012     | Varsovie Pologne    | Grèce - Russie | 1-0   | Championnat d'Europe 2012 (Groupe A)             |

Bilan
- Total de matchs disputés : 11
- Victoires de l'équipe de Grèce : 2
- Victoires de l'équipe de Russie : 4
- Matchs nuls : 5

## S

### Sénégal
Confrontations entre la Grèce et le Sénégal :
| Date        | Lieu    | Match           | Score | Compétition  |
| 3 mars 2010 | Athènes | Grèce - Sénégal | 0-2   | Match amical |

Bilan
- Total de matchs disputés : 1
- Victoires de l'équipe du Grèce : 0
- Victoires de l'équipe du Sénégal : 1
- Matchs nuls : 0

### Suède
Confrontations entre la Grèce et la Suède :
| Date              | Lieu                 | Match         | Score | Compétition          |
| 23 septembre 1981 | Thessalonique Grèce  | Grèce - Suède | 2-1   | Match amical         |
| 1er mai 1986      | Malmö Suède          | Suède - Grèce | 0-0   | Match amical         |
| 17 avril 1991     | Néa Filadélfia Grèce | Grèce - Suède | 2-2   | Match amical         |
| 13 février 2002   | Thessalonique Grèce  | Grèce - Suède | 2-2   | Match amical         |
| 20 août 2003      | Norrköping Suède     | Suède - Grèce | 1-2   | Match amical         |
| 10 juin 2008      | Salzbourg Autriche   | Grèce - Suède | 0-2   | Euro 2008 (Groupe D) |

Bilan
- Total de matchs disputés : 6
- Victoires de l'équipe du Grèce : 2
- Victoires de l'équipe de Suède : 1
- Matchs nuls : 3

### Suisse
Confrontations entre la Suisse et la Grèce :
| Date              | Lieu               | Match          | Score | Compétition                                            |
| 12 octobre 1968   | Bâle Suisse        | Suisse - Grèce | 1-0   | Qualifications pour la Coupe du monde de football 1970 |
| 15 octobre 1969   | Thessaloniki Grèce | Grèce - Suisse | 4-1   | Qualifications pour la Coupe du monde de football 1970 |
| 16 décembre 1970  | Athènes Grèce      | Grèce - Suisse | 0-1   | Qualifications continentales                           |
| 12 mai 1971       | Berne Suisse       | Suisse - Grèce | 1-0   | Qualifications continentales                           |
| 1er avril 1980    | Zurich Suisse      | Suisse - Grèce | 2-0   | Match amical                                           |
| 1er décembre 1982 | Athènes Grèce      | Grèce - Suisse | 1-3   | Match amical                                           |
| 8 mars 1995       | Athènes Grèce      | Grèce - Suisse | 1-1   | Match amical                                           |
| 28 avril 1999     | Athènes Grèce      | Grèce - Suisse | 1-1   | Match amical                                           |
| 16 août 2000      | Saint-Gall Suisse  | Suisse - Grèce | 2-2   | Match amical                                           |
| 31 mars 2004      | Heraklion Grèce    | Grèce - Suisse | 1-0   | Match amical                                           |
| 15 octobre 2008   | Le Pirée Grèce     | Grèce - Suisse | 1-2   | Qualifications pour la Coupe du monde de football 2010 |
| 5 septembre 2009  | Bâle Suisse        | Suisse - Grèce | 2-0   | Qualifications pour la Coupe du monde de football 2010 |
| 6 février 2013    | Le Pirée Grèce     | Grèce - Suisse | 0-0   | Match amical                                           |

Bilan
- Total de matchs disputés : 13
- Victoires de l'équipe de Suisse : 7 (53,85 %)
- Victoires de l'équipe de Grèce : 2 (15,38 %)
- Matchs nuls : 4 (30,77 %)

## U

### Union Soviétique
Confrontations entre la Grèce et l' d'Union Soviétique
| Date              | Lieu                      | Match        | Score | Compétition                                      |
| 23 mai 1965       | Moscou Union soviétique   | URSS - Grèce | 3-1   | Qualifications pour la Coupe du monde 1966       |
| 3 octobre 1965    | Le Pirée Grèce            | Grèce - URSS | 1-4   | Qualifications pour la Coupe du monde 1966       |
| 16 juillet 1967   | Tbilissi Union soviétique | URSS - Grèce | 4-0   | Qualifications pour le Championnat d'Europe 1968 |
| 31 octobre 1967   | Le Pirée Grèce            | Grèce - URSS | 0-1   | Qualifications pour le Championnat d'Europe 1968 |
| 24 avril 1977     | Union soviétique          | URSS - Grèce | 2-0   | Qualifications pour la Coupe du monde 1978       |
| 10 mai 1977       | Grèce                     | Grèce - URSS | 1-0   | Qualifications pour la Coupe du monde 1978       |
| 20 septembre 1978 | Union soviétique          | URSS - Grèce | 2-0   | Qualifications pour le Championnat d'Europe 1980 |
| 12 septembre 1979 | Grèce                     | Grèce - URSS | 1-0   | Qualifications pour le Championnat d'Europe 1980 |
| 10 mars 1982      | Grèce                     | Grèce - URSS | 0-2   | Amical                                           |
| 23 septembre 1987 | Union soviétique          | URSS - Grèce | 3-0   | Amical                                           |
| 23 mars 1988      | Grèce                     | Grèce - URSS | 0-4   | Amical                                           |

Bilan
- Victoire de l'équipe d'Union soviétique : 9
- Victoires de l'Grèce : 2
- Matchs nuls : 0